# سیارک ۸۴۴۷
سیارک ۸۴۴۷ (به انگلیسی: 8447 Cornejo، نامگذاری:1974OE) هشت هزار و چهارصد و چهل و هفتمین سیارک کشف شده‌است که در ۱۶ ژوئیه ۱۹۷۴ کشف شد.